# Odra (Silésie)
Pour les articles homonymes, voir Odra.
Odra est une localité polonaise de la gmina de Gorzyce, située dans le powiat de Wodzisław en voïvodie de Silésie.